# كاري جويس
كاري جويس (بالإنجليزية: Carey Joyce)‏ هو فلاح وسياسي أيرلندي، ولد في 1 أغسطس 1922، وتوفي في 24 أكتوبر 2010. حزبياً، نشط في فيانا فايل. في الانتخابات العمومية الإيرلندية 1981 ‏، انتخب نائب دييل عن دائرة Cork East (Dáil constituency) ‏ وقد انضم خلال فترته النيابية ‏ (30 يونيو 1981 – 27 يناير 1982) للكتلة البرلمانية فيانا فايل.